# 小野木雅紀
小野木 雅紀（おのぎ まさのり、1970年 - ）は、日本の尺八奏者。邦楽演奏者。群馬県出身。

## 来歴・人物
1970年、群馬県にて生まれる。1992年山口大学理学部生物学科卒業。演奏のみならず、作曲も行う。在学時は、同大学邦楽部に所属。

## 演奏・活動
- 1999年
  - 6月12日 - 「NIFTY-SERVE　邦楽フォーラム（FHOGAKU）『邦J和音オフ』」
  - 6月13日 - 「福島常童尺八リサイタルvol.3」
  - 7月 - 「あじさいと古典芸能の夕べ」
  - 8月 - 「山口ミニミニオフ@湯田温泉」
  - 9月 - 「温故和楽会」（群馬県民会館）
- 2001年
  - 4月 - 「邦楽合奏団『織座』第12回定期演奏会』（東京都江戸川区総合区民ホール）
- 2002年
  - 1月 - 「華音　新春箏コンサート」（高崎シティーギャラリーコアホール）[2]

- 7月 - 群馬テレビに出演（華音、小野木雅紀）

- 2003年
  - 6月〜7月 - 群馬県立女子大学出前パック講座「尺八の力学」
  - 8月 - 「第5回尺八新人王決定戦」7位

- 2005年
  - 1月 - ミニコンサート（群馬県立がんセンターロビー）
  - 9月 - 「春宵ライブ」（神奈川県横浜市　STAR CLUB）

- 2017年
  - 12月『山口大学邦楽部 第50回定期演奏会』（山口県教育会館ホール）

- 2018年
  - 12月1日 - 第27回定期演奏会（邦楽合奏団まどか主催）『東国二章』演奏）[3]

## CD
- 『尺八演歌党宣言2』（奏者・青木康晴、小野木雅紀、林雅寛、森淳、渡辺優）[4]

## 作曲
- 『東国二章』
- 『「情景」から〜打ち水、草原にて、ゆうぐれ〜「夏」、浴衣の曲』[5]
- 『ここから先は轍のない道』
- 『第50回定期演奏会記念委嘱曲』（山口大学邦楽部によせて）[6]